# Dia nacional d'Islàndia
Dia nacional d'Islàndia (en islandès, þjóðhátíðardagurinn; festa nacional) és una festa anual celebrada a Islàndia que commemora la fundació de la República d'Islàndia (Lýðveldið Ísland) el 17 de juny de 1944. Aquesta data marca també el final dels segles de vida d'Islàndia amb Dinamarca. La data va ser escollida per coincidir amb l'aniversari de Jón Sigurðsson, una figura important de la cultura islandesa i el líder del moviment independentista islandès del segle xix.

## Història
La formació de la república es basava en una clàusula de l'Acta d'Unió de 1918 amb Dinamarca, que permetia una revisió el 1943, així com els resultats d'un referèndum el 1944.
L'ocupació de Dinamarca per l'Alemanya Nazi (1940-1945) va significar que la revisió de l'Acta d'Unió no podia tenir lloc el 1943 i, per tant, diverses personalitats islandeses van exigir que la població islandesa esperés fins al final de la guerra per declarar la seva independència. El referèndum sobre l'abolició de la monarquia es va efectuar el 1944, mentre que Dinamarca estava encara ocupada per Alemanya, i va ser aprovada de manera aclaparadora. Els governs del Regne Unit i dels Estats Units, que ocupaven el sòl islandès des de 1940, van permetre a Islàndia seva completa independència, el que va incloure reescriure la Constitució i la transformació del país en una República. Encara que tristos pels resultats del referèndum de 1944, el rei Cristià X va enviar una carta el 17 de juny de 1944 felicitant els islandesos per l'establiment d'una república.
L'abolició de la monarquia va provocar un petit canvi en la constitució islandesa; només la paraula «Rei» va ser substituïda per «President». Els islandesos van celebrar la ruptura de tots els llaços formals amb Dinamarca després de segles de difícil dominació danesa. El dia nacional d'Islàndia va ser escollit com l'aniversari de Jón Sigurðsson, que va ser pioner en el moviment independentista islandés. Sveinn Björnsson es va convertir en el primer president d'Islàndia.

## Celebracions
El 17 de juny, els islandesos celebren aquesta festa a escala nacional. Tradicionalment, la celebració té la forma d'una desfilada a través de cada àrea urbana amb una banda de música. Sovint, precedeix a la banda genets amb cavalls islandesos i els portadors de banderes del moviment escolta islandès. Després de la desfilada es realitzen discursos a l'aire lliure, incloent-hi un de la Fjallkonan (la Dona de la muntanya, personificació d'Islàndia), vestida amb un Skautbúningur (roba tradicional islandesa), que recita un poema. Representa l'esperit ferotge de la nació islandesa i de la naturalesa islandesa. En molts aspectes, això recorda el període del romanticisme que va regnar quan es van prendre els primers passos cap a la independència.
Després de finalitzar els discursos i altres cerimònies, la celebració menys formal sol ser un esdeveniment musical, amb enormes quantitats de caramels per als nens i enlairament de globus al cel. També forma part de la tradició del 17 de juny la pluja a Islàndia, sobretot a la part sud-oest del país.

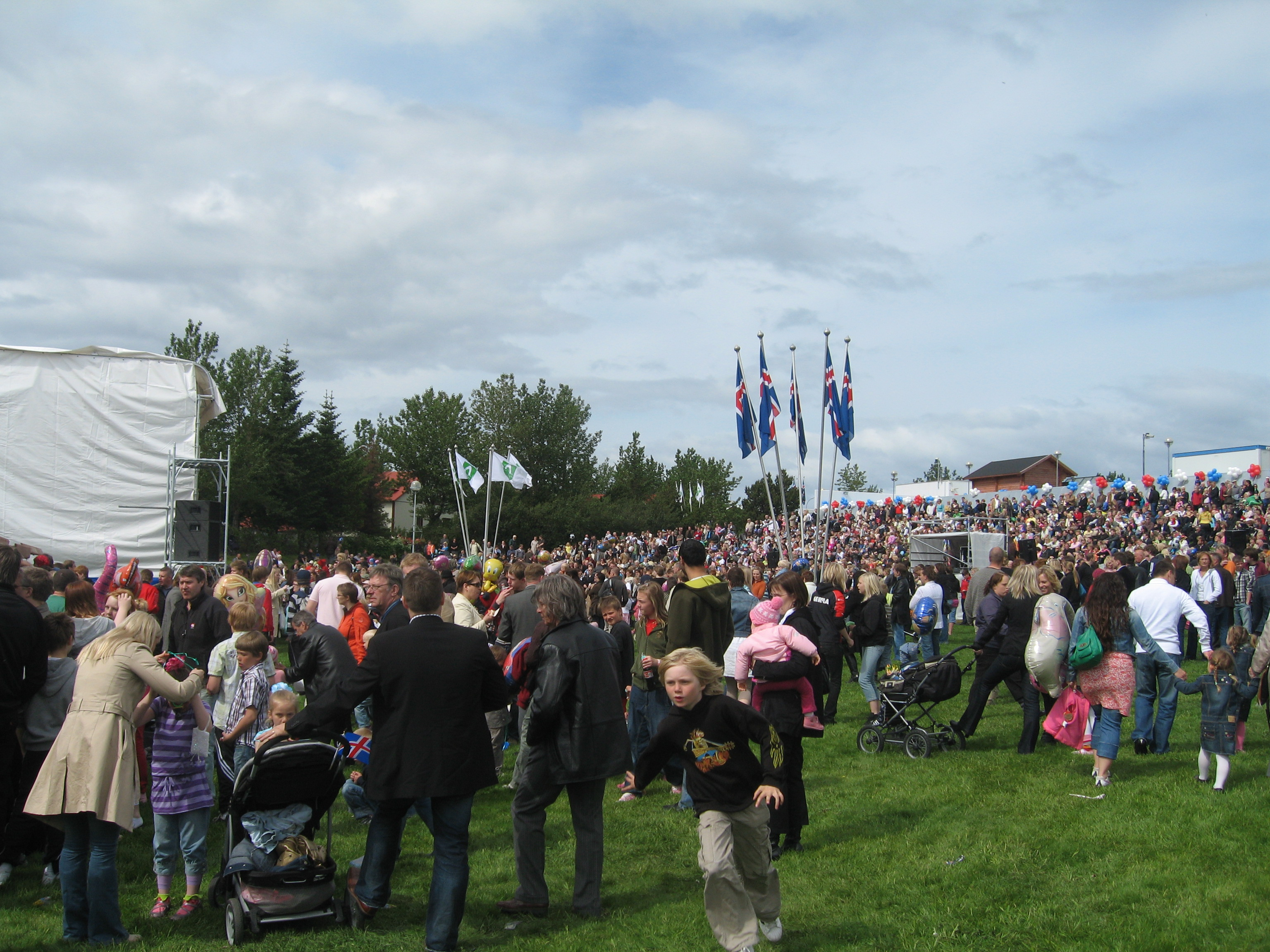
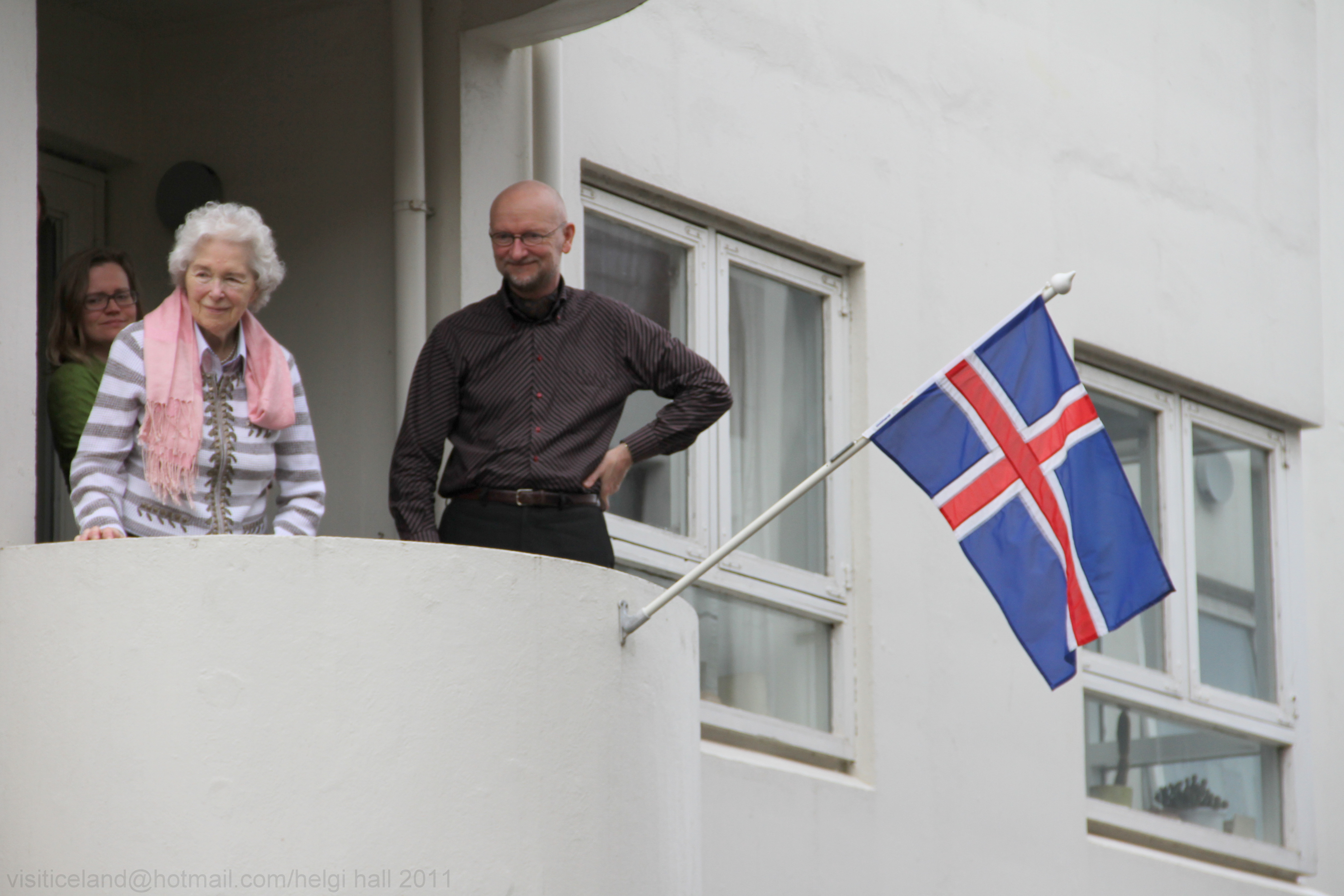